# Brittany Tiplady
Brittany Alexandra Tiplady (ur. 21 stycznia 1991 w kanadyjskim Richmond) – kanadyjska aktorka dziecięca, znana przede wszystkim z roli Jordan Black – córki głównego bohatera, w serialu Millenium. Kilkakrotnie nominowana, w roku 1998 została laureatką Nagrody Młodych Artystów (Young Artist Awards).
Brat, Avery, również jest aktorem dziecięcym.